# Hanne Ørstavik
Hanne Ørstavik, née le 28 novembre 1969  à Haugesund, est une écrivaine norvégienne.

## Biographie
Elle obtient le prix Dobloug en 2002 et le prix Brage en 2004 pour Presten (La Pasteure).
La traduction en langue anglaise de son roman Kjærlighet, Love, est sélectionné pour le National Book Award 2018 dans la catégorie « Traduction ».
En 2020 elle est sélectionnée pour le prix Republic of Consciousness pour Love, traduit par Martin Aitken (And Other Stories (en)).

## Œuvres traduites en français
- Un amour sous clef [« Like sant som jeg er virkelig »], trad. d’Olivier Gouchet, Rrouville, France, Éditions Le Reflet, 2000, 187 p.  (ISBN 2-912162-11-4)
- La Pasteure [« Presten »], trad. de Jean-Baptiste Coursaud, Montréal Paris, Canada-France, Éditions Les Allusifs, 2008, 258 p.  (ISBN 978-2-922868-56-2)
- Rien que l’Arctique [« Der alt er klart »], ill. de Pierre Duba, trad. de Terje Sinding, Saint-Jean de Védas, France, Éditions 6 pieds sous terre, 2008, 100 p.  (ISBN 978-2-35212-038-4)
- Amour [« Kjærlighet »], trad. de Céline Romand-Monnier, Montréal Paris, Canada-France, Éditions Les Allusifs, 2011, 133 p.  (ISBN 978-2-923682-07-5)
- Place ouverte à Bordeaux [« Det finnes en stor apen plass i Bordeaux »], trad. Céline Romand-Monnier, Noir sur blanc, coll. « Notabilia », 2014, 256 p.  (ISBN 978-2-88250-331-2)